# Lion's Cup 1979
Il Lion's Cup 1979 è stato un torneo di tennis giocato sul sintetico indoor. È stata la 2ª edizione del torneo, che fa parte dei Tornei di tennis femminili indipendenti nel 1979. Si è giocato a Tokyo in Giappone, dal 15 al 16 dicembre 1979.

## Campionesse

### Singolare
Tracy Austin ha battuto in finale  Martina Navrátilová con il punteggio di 6–2, 6–1

### Doppio
- Doppio non disputato